# Max Eduard Gottlieb Bartels

Max Eduard Gottlieb Bartels. Atelierfoto um 1900

Max Eduard Gottlieb Bartels (* 24. Januar 1871 in Bielefeld; † 7. April 1934 in Pasir Datar bei Sukabumi, Niederländisch-Indien) war ein deutsch-niederländischer Ornithologe, der als Verwalter für verschiedene landwirtschaftliche und industrielle Unternehmen in Niederländisch-Ostindien arbeitete.

## Leben
Er studierte in Osnabrück, wo er den Niederländer Jan ter Meulen kennenlernte. Er arbeitete anfangs in Amsterdam. 1895 reiste er nach Niederländisch-Indien und arbeitete bei verschiedenen landwirtschaftlichen und industriellen Firmen. Ab 1896 war er auf der Tee- und Chinarinden-Unternehmung „Pangerango“ am Südwesthang des Gede tätig. 1901 heiratete er Angeline Caroline Henriëtte (Lien) Maurenbrecher, mit der er die Söhne Max Bartels junior (1902–1943), Ernst (1904–1976) und Hans (1906–1997) bekam. 
In ihrer Freizeit begeisterte sich die ganze Familie für Naturbeobachtungen insbesondere von Vögeln. Als Naturforscher und Sammler erwarb Bartels großes Wissen über die Vogelwelt von Java. Er hatte Kontakte mit Fachornithologen wie Otto Finsch und Erwin Stresemann, war Mitglied verschiedener ornithologischer Vereine und hinterließ eine große Sammlung von Vogelexemplaren. Seine Sammlung wurde 1954 vom Rijksmuseum van Natuurlijke Historie in Leiden erworben und umfasste 14.643 Vogelbälge, 4000 Eier und 500 Vogelnester.